# Violante Bivar e Velasco
Violante Atabalipa Ximenes de Bivar e Vellasco (São Salvador da Bahía, 1 de diciembre de 1817-Río de Janeiro, 25 de mayo de 1875) fue una escritora y feminista brasileña, propietaria de un periódico.

## Trayectoria
Vellasco nació en São Salvador da Bahía. De pequeña, vivió con su madre y su abuelo mientras su padre estaba en Río de Janeiro y recibió una buena educación. La familia finalmente se reunió con su padre en Río de Janeiro. En 1845, se casó con el teniente João Antonio Boaventura, que murió pocos años después del matrimonio. Vellasco era rica, tenía ingresos independientes y podía financiar su propio trabajo. Estaba en contra de la exclusión de las mujeres de la educación superior en Brasil.
Fue editora y patrocinadora de O Jornal das Senhoras, una revista feminista creada en 1852 y editada por primera vez por Juana Manso. O Jornal das Senhoras cubrió las cualidades positivas de las mujeres, abogó por la educación de las mujeres y cubrió otros temas de interés para las mujeres. Otra editora de la revista, junto con Vellasco, fue Gervasia Nunenzia Pires dos Santos. El diario continuó hasta diciembre de 1855. También tradujo obras literarias. Posteriormente publicó otra revista, O Domingo, en 1874,  que defendía y discutía los derechos de la mujer en Brasil.
El 25 de mayo de 1875 Vellasco murió en Río de Janeiro.
Vellasco fue miembro del Consejo Imperial de Brasil y fundadora y directora del Conservatorio Dramático de Brasil en Río de Janeiro.